# Bonkers, der listige Luchs von Hollywood
Bonkers (dt. Titelzusatz der listige Luchs von Hollywood) ist eine Disney-Zeichentrickserie, die von 4. September 1993 bis 23. Februar 1994 als Teil des Syndication-Programmfensters Disney Afternoon erstausgestrahlt wurde. Titelfigur Bonkers D. Bobcat ist ein Toon-Luchs, der nach seiner Entlassung vom Hollywood-Studio Wackytoons Studios in der Toon-Abteilung der Polizei anfängt. Ihm zur Seite steht sein menschlicher Partner Lucky Piquel und später Miranda Wright. Es treten vereinzelt auch andere Disney-Figuren auf wie Donald Duck und der Hutmacher aus Alice im Wunderland.
Die Serie lehnt an Disneys Film Falsches Spiel mit Roger Rabbit von 1988 an. Dessen bekannte Titelfigur wurde nicht aufgegriffen, aber es sollten Toons und Menschen miteinander in einer Fernsehserie interagieren. 1992 trat Bonkers erstmals im Kurzfilm Petal to the Metal auf gemeinsam mit Jitters A. Dog. Beide kamen auch in der Trickfilmreihe Raw Toonage – Kunterbuntes aus der Trickkiste vor. Im Anschluss erhielt Bonkers eine eigene Serie mit insgesamt 61 neuen Folgen, die Segmente aus Raw Toonage bildeten vier weitere Folgen. Vor der regulären Ausstrahlung wurden neun davon ab dem 28. Februar 1993 als Vorschau auf den Disney Channel gezeigt.
Die deutsche Fassung lief ab dem 27. November 1994 auf RTL, vom 2. März 1996 bis 16. September 1999 zeigte Super RTL die Serie. 1996 erschienen drei deutsche VHS-Kassetten mit insgesamt sechs Folgen. Zudem waren alle Episoden der Serie über den Streamingdienst Disney+ verfügbar.
Zu Bonkers gab es drei Videospiele: Das erste wurde für den Super Nintendo im Dezember 1994 veröffentlicht, im Oktober 1995 folgte ein Spiel für die Sega Mega Drive und später Bonkers Wax Up! für die Sega Game Gear.
| Figur                                    | Originalsprecher | Deutscher Sprecher  | Beschreibung                                             |
| ---------------------------------------- | ---------------- | ------------------- | -------------------------------------------------------- |
| Bonkers D. Bobcat                        | Jim Cummings     | Kai Taschner        | Hauptfigur                                               |
| Lucky Piquel                             | Jim Cummings     | Hartmut Neugebauer  | Bonkers erster Partner bei der Polizei von Hollywood     |
| Miranda Wright                           | Karla DeVito     | Veronika Neugebauer | Bonkers zweite Partnerin in einigen späteren Folgen      |
| Polizeichef Leonard Kanifky              | Earl Boen        | Norbert Gastell     | trotteliger Chef der Polizeiwache                        |
| Sergeant Francis Q. Grating              | Ron Perlman      | Michael Rüth        | cholerischer Vorgesetzter von Bonkers und Miranda        |
| Has von Brösel (orig. Fall-Apart Rabbit) | Frank Welker     | Mark Feinburg       | Bonkers Freund und der zweite Toon in der Hauptbesetzung |
| Marylin Piquel                           | Sherry Lynn      |                     | Luckys Tochter                                           |
| Dilandra „Dyl“ Piquel                    | April Winchell   | Christina Hoeltel   | Luckys Frau                                              |